# Rockaway
 (juillet 2016).
Si vous disposez d'ouvrages ou d'articles de référence ou si vous connaissez des sites web de qualité traitant du thème abordé ici, merci de compléter l'article en donnant les références utiles à sa vérifiabilité et en les liant à la section « Notes et références ».

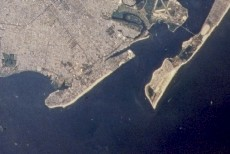
Rockaway est la large péninsule sur la droite, juste au sud-est de Brooklyn.

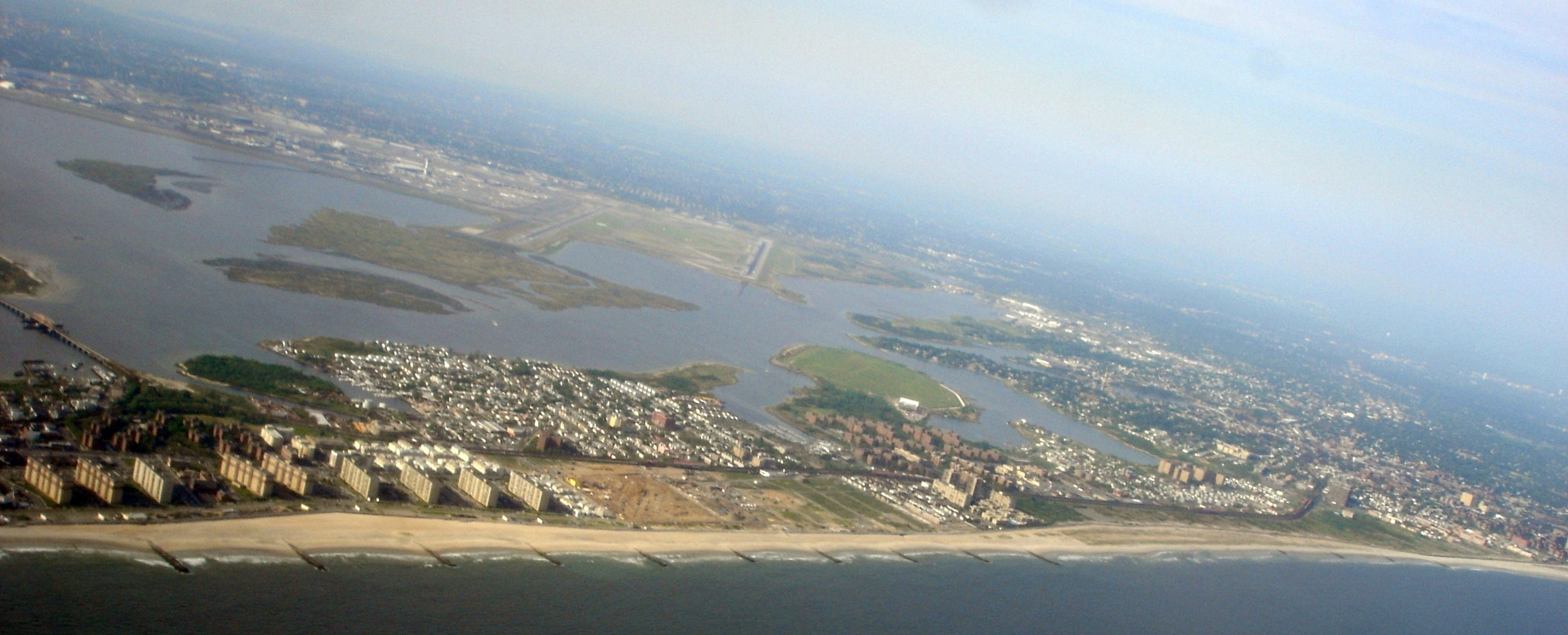
Vue aérienne de Rockaway avec au second plan la baie de Jamaica.

Rockaway est le nom d'une péninsule au sud-ouest de Long Island, isolant la baie de Jamaica de l'océan Atlantique sur son côté sud, dont la plus grande partie est située dans l'arrondissement du Queens à New York. L'extrémité ouest de la péninsule se termine par le quartier de Breezy Point.
Longue d'une quinzaine de kilomètres pour 1 à 3 kilomètres de large, et peuplée (au recensement de 2007), par un peu moins de 130 000 habitants, la partie centrale est occupée par Rockaway - ou, comme il l'est officieusement connu, The Rockaways - une station balnéaire populaire depuis la première moitié du XIXe siècle, devenue un mélange de quartiers populaires et aisés. Son éloignement de Manhattan a fait de celle-ci une retraite populaire, mais a également fourni une zone de relogement pour les communautés expropriées par la rénovation urbaine.

## Histoire
Ce qui est maintenant connu sous le nom de Rockaway était habité par les Lenapes, mais vendu en 1639 aux Néerlandais  par la tribu Mohegan avec une partie de Long Island, puis cédé aux Britanniques en 1685. Enfin, le terrain a été vendu à Richard Cornell, un maître de forges Quaker qui s'y installa. Le nom Rockaway provient de la langue Lenape, qui l'appelaient par un mot qui pourrait se prononcer rack-a-wak-e signifiant « lieu des sables ».

### Un quartier new-yorkais
Rockaway est devenu un quartier populaire pour les hôtels en bord de mer à partir des années 1830, et la popularité a grandi avec l'arrivée de la Long Island Railroad, dans les années 1880. Le bungalow est devenu le type de logement le plus populaire pendant les mois d'été. Même aujourd'hui, certains de ceux-ci demeurent, cependant convertis de façon à fournir des installations modernes, bien que la grande majorité aient été rasés lors de la rénovation urbaine dans les années 1960.
En 1893, Hog Island, île située à quelques kilomètres à l'est de Breezy Point, et aussi connu sous le nom de Rockaway Island, a disparu pendant une tempête.
Rockaways' Playland, un parc d'attractions de renommée mondiale a ouvert ses portes en 1901, et a été un endroit populaire pour les familles de New York jusqu'en 1985, année où les frais d'assurance et la concurrence des grands parcs d'attractions contraignirent le parc à fermer.
L'achèvement du Cross Bay Veterans Memorial Bridge (en) en 1939, et du Marine Parkway Bridge, en 1937, ont augmenté l'accessibilité vers le Queens et Brooklyn. Cependant, le développement de Jones Beach par Robert Moses a appelé le tourisme hors de Coney Island, et de Rockaway Beach.
Aujourd'hui, la région attire toujours les foules au cours de l'été, avec des plages très tendance. Jacob Riis Park et Fort Tilden (en) se situent à l'extrémité ouest de la péninsule, formant une partie de la Gateway National Recreational Area (en) créée en 1972 comme l'un des premiers parcs nationaux urbains. Un long trottoir de plages de sable permet de faire de cette région un jour de vacances pour les résidents de New York. Vers l'extrémité ouest de la promenade, plusieurs portions de la plage sont clôturées pour préserver l'habitat de nidification de plusieurs espèces de sternes et les pluviers.

## De nombreuses communautés

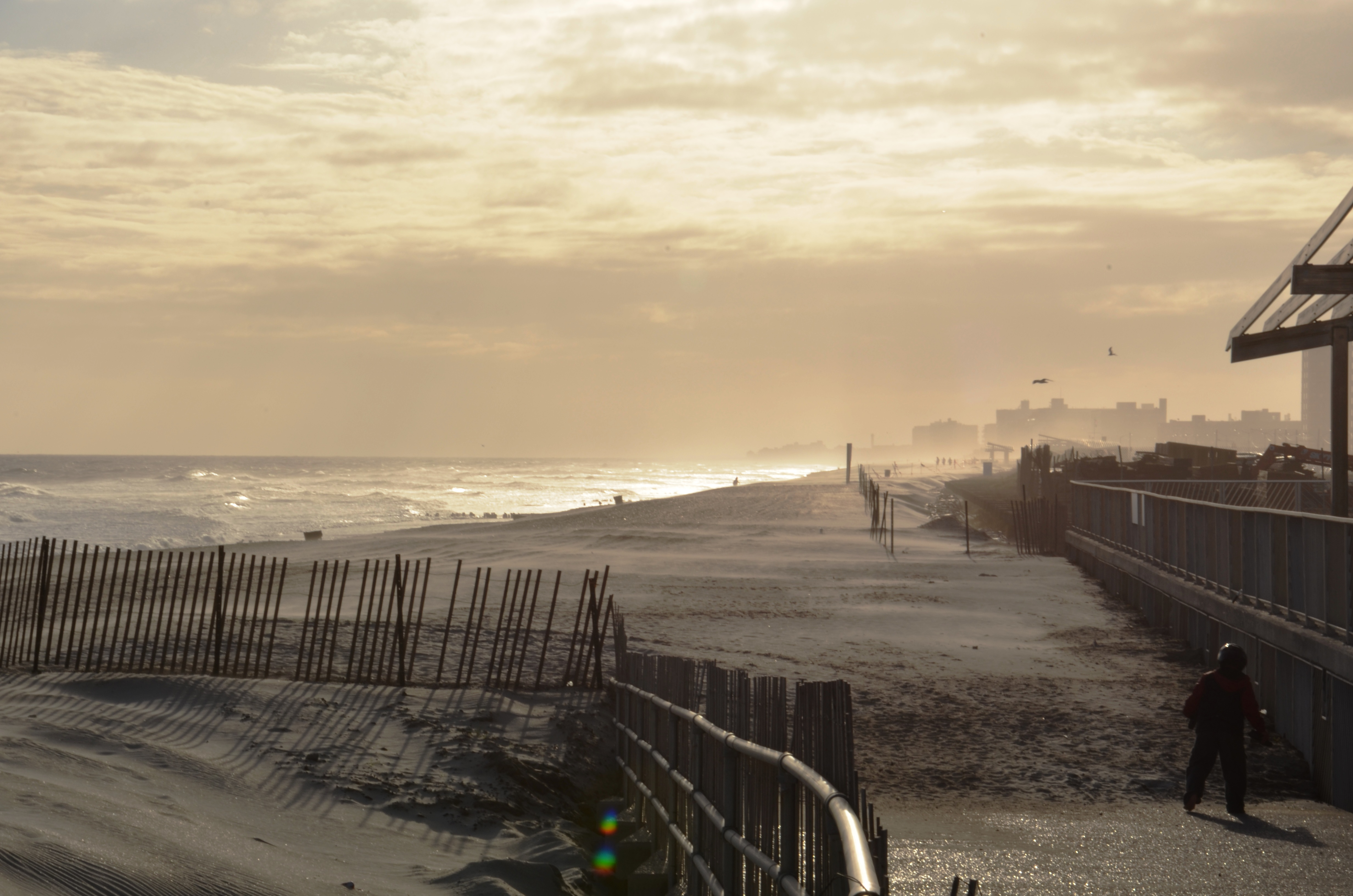
Rockaway, Queens, New York.

Avec l'avènement de la climatisation et d'un réseau routier de plus en plus développé, Rockaway a perdu de son lustre passé de zone de loisirs, et le développement a transformé la plus grande partie en communautés résidentielles.
Les principales communautés de la péninsule sont Belle Harbor et Far Rockaway. D'autres quartiers se nomment Arverne, Neponsit, Rockaway Beach, Rockaway Park, Breezy Point et Edgemere. Broad Channel, située sur sa propre île dans la baie de Jamaica entre la péninsule et le Queens, est généralement considérée comme faisant partie de la Rockaways.
Dans les années qui suivirent la Seconde Guerre mondiale, plusieurs projets de logements ont été menés dans la région, et elle est devenue un quartier avec une criminalité élevée. Une forte communauté juive (dont beaucoup de membres sont de la communauté sépharade) existe dans le sud de Far Rockaway.
Le réaménagement a commencé à certains endroits de la péninsule. Bien que les plans, y compris les casinos, les sports, et divers autres projets immobiliers aient été proposés par le passé, beaucoup de ces plans n'ont pas abouti en raison d'une insuffisance de fonds, de la stagnation du développement et de la résistance des résidents. Toutefois, en 2002, une « renaissance » a vu le jour sur la presqu'île, lorsqu'un nouveau plan de développement résidentiel a commencé la construction sur une grande section libre entre Rockaway Beach et Arverne. Les nouveaux domaines sont devenus connus sous le nom d'Arverne by The Sea et Arverne Orient.

## Transports
La péninsule de Rockaway, y compris Broad Channel, est desservie par la IND Rockaway Line (AS) du métro de New York, ligne aérienne utilisant des voies achetées à la Long Island Railroad, dans les années 1950.
On peut également y accéder par la route en empruntant notamment le Cross Bay Boulevard (en) (« Boulevard de franchissement de la baie ») qui permet notamment de relier le quartier de Howard Beach à Rockaway, par l'intermédiaire de deux ponts situés respectivement au nord et au sud de Broad Channel : le Joseph P. Addabbo Memorial Bridge (en) et le Cross Bay Veterans Memorial Bridge (en).
Un troisième pont routier, le Marine Parkway Bridge permet d'accéder à la péninsule dans son extrémité ouest.